# Deutsche Evangelisch-Lutherische Gemeinde in Finnland

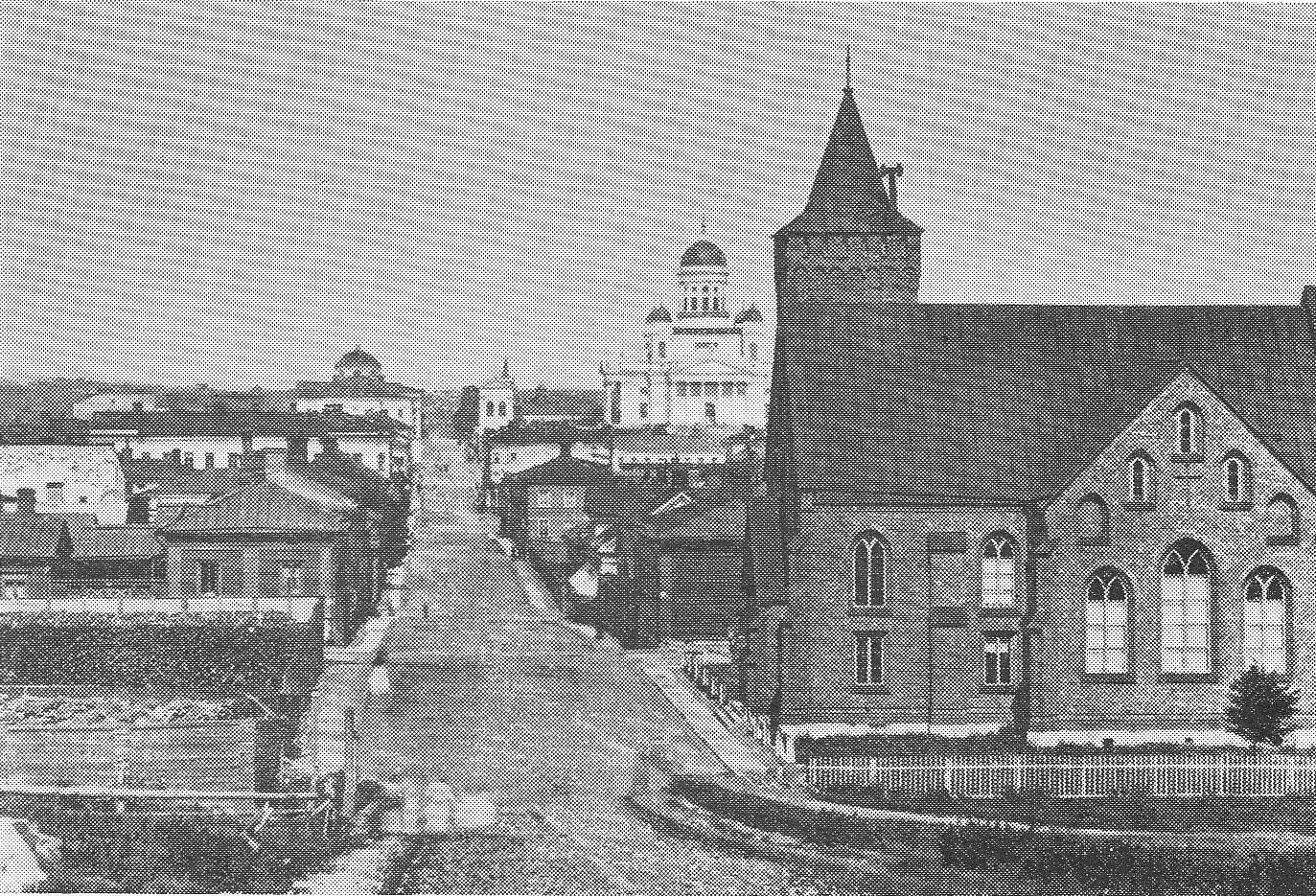
Die Deutsche Kirche in Helsinki um 1870

Die Deutsche Evangelisch-Lutherische Gemeinde in Finnland, kurz Deutsche Gemeinde in Finnland, ist die deutschsprachige evangelisch-lutherische Kirchengemeinde in Finnland mit Sitz in Helsinki. Die Gemeinde gehört zum finnlandschwedischen Bistum Borgå der Evangelisch-Lutherischen Kirche Finnlands. Sie sammelt die deutschsprachigen oder deutschstämmigen Kirchenmitglieder im gesamten Finnland. Die Heimatkirche der Gemeinde ist die 1864 erbaute Deutsche Kirche in Helsinki. 2018 betrug die Mitgliederzahl 2570. Hauptpastor ist Matti Fischer.

## Geschichte
Bereits von 1743 bis 1949 existierte eine deutsche Gemeinde in der Stadt Wiborg, die heute russisch ist. Die erste Deutsche Gemeinde in Helsingfors (finnisch Helsinki) wurde per Dekret von Zar Alexander II. am 6. August 1858 gegründet. Der Generalgouverneur von Finnland Friedrich Wilhelm von Berg, der baltendeutsche Vorfahren hatte, unterstützte die Gründung einer selbstständigen Deutschen Gemeinde innerhalb der damaligen finnischen Staatskirche maßgeblich. Seit 1923 ist die Gemeinde Teil der schwedischsprachigen Diözese Borgå.
In ihrer aktuellen Form wurde die Gemeinde 1990 gegründet, als die Gemeinden von Helsingfors (gegründet 1858) und Åbo (Turku, gegründet 1927) vereinigt wurden. Seit 1959 arbeitet sie mit der Evangelischen Kirche in Deutschland zusammen.
Bereits 1928 wurde ein Seniorenwohnheim im Stadtteil Munksnäs (Munkkiniemi) gegründet, seit 1977 gibt es einen Gemeindekindergarten.